# Vacina contra a varíola

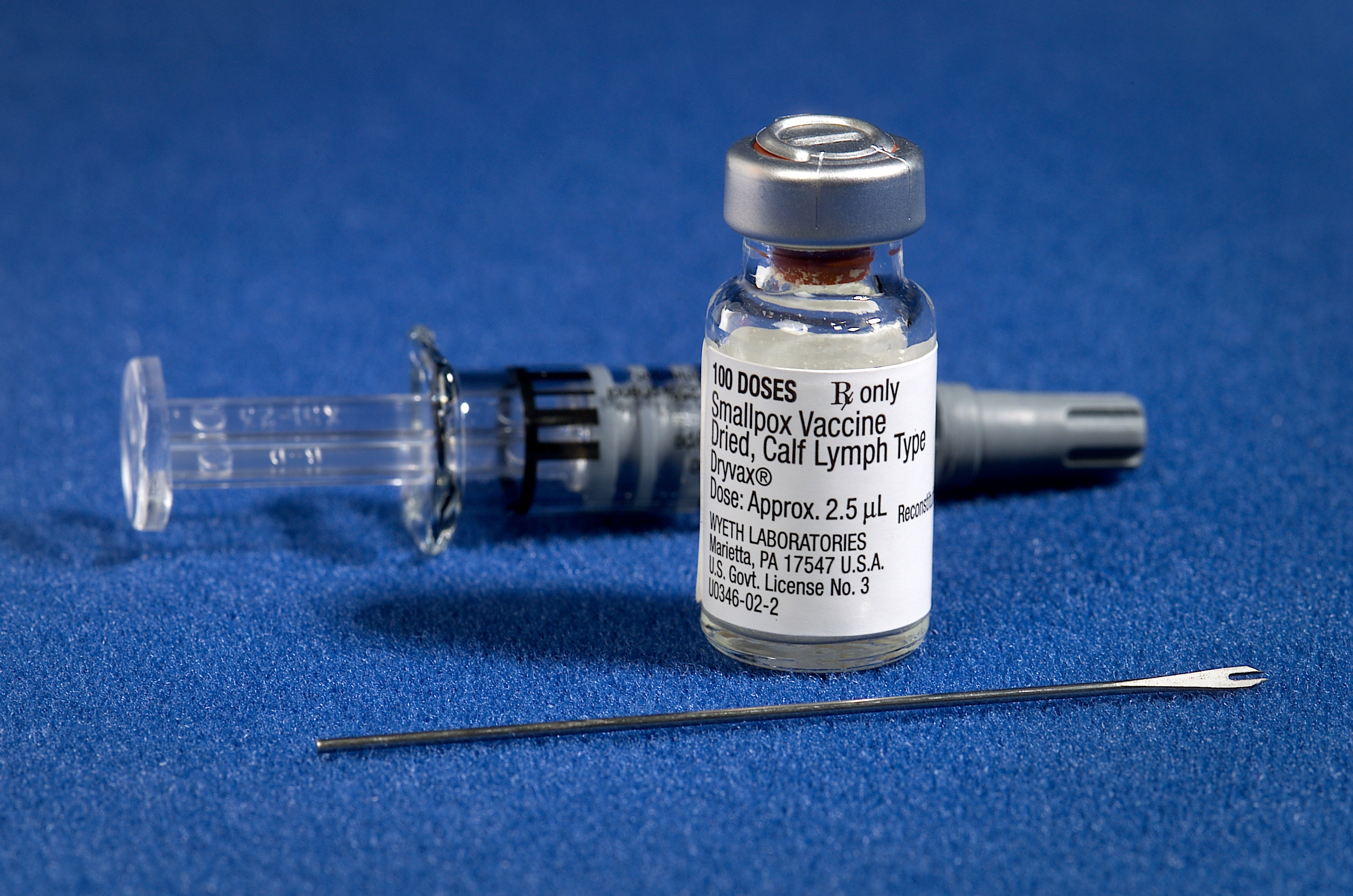
Vacina antivariólica

A vacina antivariólica foi a primeira vacina desenvolvida com sucesso, tendo sido introduzida por Edward Jenner em 1796. O desenvolvimento da técnica resultou da observação feita por Jenner que as mulheres que vendiam leite de vaca não eram atacadas pela varíola desde que tivessem sido anteriormente infectadas pela varíola bovina, o que mostrava que a inoculação com varíola bovina, bem mais benigna, protegia contra a varíola. A palavra "vacina" é derivada de Variolae vaccinae, a varíola dos bovinos, o termo cunhado por Jenner para designar a varíola bovina e usado no título da sua obra An enquiry into the causes and effects of Variolae vaccinae, known by the name of cow pox. A vacina era inoculada com recurso a uma agulha bifurcada.
A varíola bovina serviu como uma vacina natural até que a vacina moderna contra a varíola surgiu no século XX. De 1958 a 1977, a Organização Mundial da Saúde (OMS) realizou uma campanha global de vacinação que erradicou a varíola, tornando-se a única doença humana a ser erradicada. Embora a vacinação de rotina contra a varíola não seja mais realizada no público em geral, a vacina ainda está sendo produzida para proteção contra bioterrorismo, guerra biológica e mpox.

## Tipos
Como a vacina mais antiga, a vacina contra a varíola passou por várias gerações de tecnologia médica. De 1796 a 1880, a vacina foi transmitida de uma pessoa para outra por meio da vacinação de braço a braço. A vacina contra a varíola foi mantida com sucesso em bovinos a partir da década de 1840, e a vacina linfática de bezerro tornou-se a principal vacina contra a varíola na década de 1880. As vacinas de primeira geração cultivadas na pele de animais vivos foram amplamente distribuídas nas décadas de 1950 a 1970 para erradicar a varíola. As vacinas de segunda geração foram cultivadas em membranas corioalantóicas ou culturas de células para maior pureza e foram usadas em algumas áreas durante a campanha de erradicação da varíola. As vacinas de terceira geração são baseadas em cepas atenuadas de vacciniae viu uso limitado antes da erradicação da varíola.
Todas as três gerações de vacinas estão disponíveis em estoque. As vacinas de primeira e segunda geração contêm vírus vaccinia vivos não atenuados e podem causar efeitos colaterais graves em uma pequena porcentagem dos receptores, incluindo a morte de 1 a 10 pessoas por milhão de vacinações. As vacinas de terceira geração são muito mais seguras devido aos efeitos colaterais mais leves das cepas de vacínia atenuadas. As vacinas de segunda e terceira geração ainda estão sendo produzidas, com capacidade de fabricação sendo construída na década de 2000 devido a temores de bioterrorismo e guerra biológica.

## Terminologia
A palavra "vacina" é derivada de Variolae vaccinae (isto é, varíola da vaca), o termo criado por Jenner para denotar a varíola bovina e usado no longo título de seu An inquérito sobre as causas e efeitos de Variolae vaccinae, conhecido pelo nome de varíola bovina. Vacinação, o termo que logo substituiu inoculação de varíola bovina e inoculação de vacina, foi usado pela primeira vez na impressão pelo amigo de Jenner, Richard Dunning em 1800. Inicialmente, os termos vacina / vacinação referiam-se apenas à varíola, mas em 1881 Louis Pasteur proposto no 7º Congresso Internacional de Medicina que para homenagear Jenner os termos sejam ampliados para cobrir as novas inoculações protetoras que estão sendo introduzidas. De acordo com algumas fontes, o termo foi introduzido pela primeira vez pelo amigo de Jenner, Richard Dunning, em 1800.

## Segurança
Vacina é infeciosa, o que melhora sua eficácia, mas causa complicações graves para pessoas com sistema imunológico comprometido (por exemplo, pacientes com quimioterapia e AIDS) ou histórico de eczema, e não é considerado seguro para mulheres grávidas. Uma mulher que planeja engravidar não deve receber a imunização contra a varíola. De acordo com os Centros de Controle e Prevenção de Doenças (CDC) dos EUA, "dentro de 3 dias após ser exposto ao vírus, a vacina pode protegê-lo de contrair a doença. Se você ainda contrair a doença, pode ficar muito menos doente do que uma pessoa não vacinada. Dentro de 4 a 7 dias após ser exposto ao vírus, a vacina provavelmente lhe dará alguma proteção contra a doença. Se você ainda contrair a doença, pode não ficar tão doente quanto uma pessoa não vacinada".